# Alla lavagna!
Alla lavagna! è stato un programma televisivo italiano, basato sul format francese Au tableau!!!, in onda su Rai 3 dal 12 novembre 2018 al 9 febbraio 2019.

## Il programma
Durante ogni puntata un personaggio politico o del mondo dello spettacolo entra in una classe di una scuola elementare composta da diciotto alunni tra i 9 e i 12 anni venendo sottoposto a domande da parte dei ragazzi su temi di attualità, ma anche interrogato su argomenti relativi alla sfera dei sentimenti e alla vita personale. La versione italiana è stata scritta da Yuri Grandone, Alessandro Scalco e Francesco Valitutti, con la collaborazione di Francesca Petrocelli ed è stata prodotta da Endemol Shine Italy.

## Personaggi famosi interrogati

### Prima edizione
| Settimana | Messa in onda    | Personaggio famoso  |
| --------- | ---------------- | ------------------- |
| 1ª        | 12 novembre 2018 | Matteo Salvini      |
| 1ª        | 13 novembre 2018 | Rita dalla Chiesa   |
| 1ª        | 14 novembre 2018 | Milena Gabanelli    |
| 1ª        | 15 novembre 2018 | Debora Serracchiani |
| 1ª        | 16 novembre 2018 | Alba Parietti       |
| 2ª        | 19 novembre 2018 | Antonio Di Pietro   |
| 2ª        | 20 novembre 2018 | Danilo Toninelli    |
| 2ª        | 21 novembre 2018 | Veronica Pivetti    |
| 2ª        | 22 novembre 2018 | Enrico Montesano    |
| 2ª        | 23 novembre 2018 | Claudia Gerini      |
| 3ª        | 26 novembre 2018 | Beppe Severgnini    |
| 3ª        | 27 novembre 2018 | Roberto Vittori     |
| 3ª        | 28 novembre 2018 | Alberto Matano      |
| 3ª        | 29 novembre 2018 | Riccardo Rossi      |
| 3ª        | 30 novembre 2018 | Salvo Sottile       |
| 4ª        | 3 dicembre 2018  | Mario Tozzi         |
| 4ª        | 4 dicembre 2018  | Enrico Bertolino    |
| 4ª        | 5 dicembre 2018  | Massimo Giannini    |
| 4ª        | 6 dicembre 2018  | Giancarlo Magalli   |
| 4ª        | 7 dicembre 2018  | Walter Veltroni     |
| 5ª        | 10 dicembre 2018 | Antonio Tajani      |
| 5ª        | 11 dicembre 2018 | Massimo D'Alema     |
| 5ª        | 12 dicembre 2018 | Gianluigi Paragone  |
| 5ª        | 13 dicembre 2018 | Maurizio Gasparri   |
| 5ª        | 14 dicembre 2018 | Massimo Gramellini  |

### Seconda edizione
| Messa in onda   | Personaggio famoso    |
| --------------- | --------------------- |
| 12 gennaio 2019 | Paolo Cirino Pomicino |
| 19 gennaio 2019 | Vladimir Luxuria      |
| 26 gennaio 2019 | Nicola Molteni        |
| 2 febbraio 2019 | Daniela Santanchè     |
| 9 febbraio 2019 | Maurizio Landini      |

## Casi mediatici
La puntata con Vladimir Luxuria, trasmessa il 19 gennaio 2019, venne spostata dalla fascia preserale (20:20) della prima edizione alla seconda serata (23:00) della seconda edizione. L'episodio è stato associato dagli attivisti LGBT e dalla stessa Luxuria a un provvedimento specifico atto a non creare scandalo dati i temi trattati tra i quali: l'omosessualità, l'identità di genere, l'omotransfobia e il bullismo. La Rai in risposta ha dichiarato che l'orario atipico era da ricondurre a uno slittamento dovuto esclusivamente a ragioni di palinsesto. Malgrado il rinvio la puntata ha comunque generato scandalo tra i conservatori che hanno accusato Luxuria d'insegnare ai bambini "come si diventa transessuali". La replica di Luxuria è stata che la suddetta critica sia nata da persone che "non hanno visto la trasmissione o sono in malafede menzognera" dato che la puntata non ha trattato in alcun modo le modalità della transizione ma solo il bullismo e il fatto che si nasca con un orientamento sessuale o identità di genere.